# Алабастер (Алабама)
Алабастер (англ. Alabaster) — місто (англ. city) в США, в окрузі Шелбі штату Алабама. Найбільший населений пункт цього округу. Населення — 33 284 особи (2020).

## Географія
Алабастер розташований за координатами 33°12′52″ пн. ш. 86°49′23″ зх. д. / 33.21444° пн. ш. 86.82306° зх. д. (33.214355, -86.823080).  За даними Бюро перепису населення США в 2010 році місто мало площу 65,61 км², з яких 64,86 км² — суходіл та 0,75 км² — водойми.

## Демографія
Згідно з переписом 2010 року, у місті мешкали 30 352 особи в 10 628 домогосподарствах у складі 8258 родин. Густота населення становила 463 особи/км².  Було 11295 помешкань (172/км²).
Расовий склад населення:
| - 79,4 % — білих - 13,5 % — чорних або афроамериканців - 0,9 % — азіатів - 0,4 % — корінних американців - 4,2 % — осіб інших рас |

До двох чи більше рас належало 1,5 %. Частка іспаномовних становила 9,0 % від усіх жителів.
За віковим діапазоном населення розподілялося таким чином: 28,2 % — особи молодші 18 років, 62,7 % — особи у віці 18—64 років, 9,1 % — особи у віці 65 років та старші. Медіана віку мешканця становила 35,6 року. На 100 осіб жіночої статі у місті припадало 97,1 чоловіків;  на 100 жінок у віці від 18 років та старших — 94,2 чоловіків також старших 18 років.
Середній дохід на одне домашнє господарство  становив 80 353 долари США (медіана — 71 816), а середній дохід на одну сім'ю — 87 820 доларів (медіана — 79 761). Медіана доходів становила 54 716 доларів для чоловіків та 39 539 доларів для жінок. За межею бідності перебувало 11,2 % осіб, у тому числі 17,6 % дітей у віці до 18 років та 4,0 % осіб у віці 65 років та старших.
Цивільне працевлаштоване населення становило 15 725 осіб. Основні галузі зайнятості: освіта, охорона здоров'я та соціальна допомога — 19,9 %, роздрібна торгівля — 15,7 %, науковці, спеціалісти, менеджери — 10,8 %, будівництво — 10,0 %.